# Kudoxaleden

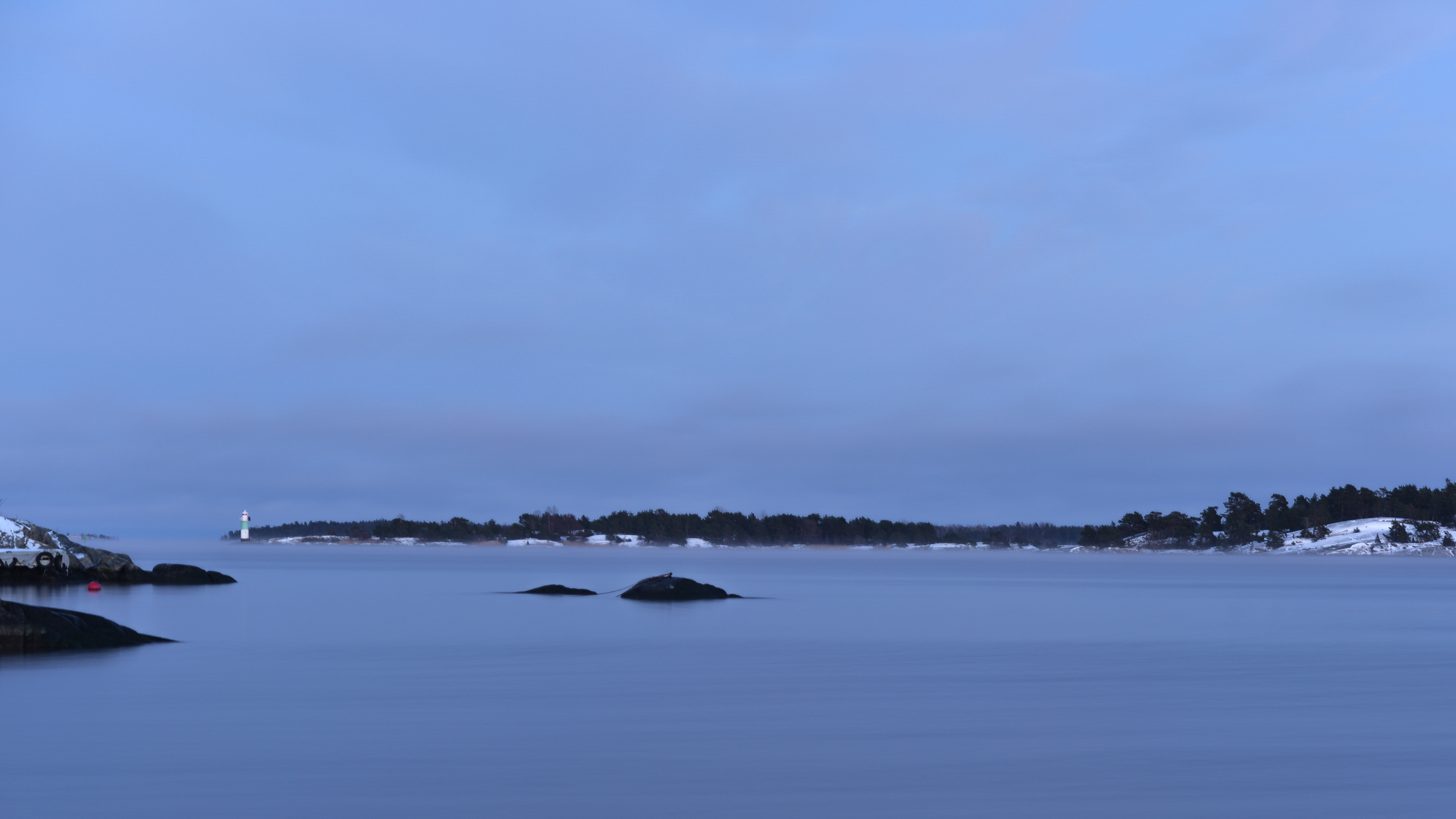
Kudoxleden vid Möja med Pålkobbs fyr i bakgrunden.

Kudoxaleden, även kallad Möjaleden eller Rödlögaleden, är en farled för inomskärs passage av Stockholms skärgård. Den förbinder Furusundsleden och Simpnäsleden i norr med Landsortsleden och Sandhamnsleden i söder. Simpnäsleden–Kudoxaleden–Landsortsleden är omkring 20 sjömil kortare än att passera utanför skärgården över Ålands hav.
Kudoxaleden börjar vid ön Fejan och går sedan söderut via Sundskär, Vidinge och Kudoxa, över Kudoxafjärden, förbi Rödlöga, över Kobbfjärden, förbi Kallskär och Möja för att sluta vid Fjärdholmarna på Kanholmsfjärden. Leddjupet är 7 meter.